# Église Sainte-Philomène de Toulon
L'église Sainte-Philomène est une église catholique de Toulon construite au milieu du XIXe siècle dans le quartier du Mourillon. Elle est dédiée à sainte Philomène, sainte remise à l'honneur par le curé d'Ars à cette époque.
Elle appartient aujourd'hui à la fraternité sacerdotale Saint-Pie X et le culte y est célébré en latin.

## Histoire
La congrégation des Dames de la retraite chrétienne (ou Sœurs grises) fait construire en 1858 sous le règne de Napoléon III un couvent avec une chapelle attenante de style néogothique. Le couvent devient rapidement une école privée de jeunes filles tenue par les religieuses de cette congrégation. Mais celles-ci sont expulsées en 1903  de leur couvent à cause des lois anticléricales de la IIIe République qui interdisent aux congrégations d'enseigner. Le préfet de Toulon décide aussi d'interdire le culte dans la chapelle qui est fermée par la gendarmerie le jour de Pâques 1904. L'ensemble conventuel est confisqué par l'État, puis vendu par les autorités à un promoteur toulonnais en 1908.
La chapelle, qui n'est pas démolie, sert alors de dépôt de poudre et de munitions du IVe régiment colonial, et même de local à fanfare après la Première Guerre mondiale.
Après que l'église paroissiale du quartier du Mourillon, l'église Saint-Flavien, fut fortement endommagée par les bombardements alliés en novembre 1943 et en février-mars 1944, elle est fermée au culte et la chapelle Sainte-Philomène rouvre en 1944 pour permettre la célébration des messes aux habitants du quartier.  Mais trois ans plus tard, elle est affectée par les autorités locales à une union sportive qui en fait une salle de gymnastique.
La municipalité finalement la laisse à l'abandon dans les années 1970. Elle est même profanée par des satanistes qui vandalisent l'intérieur au début des années 1990. Menaçant ruines, la municipalité de Toulon la met en vente. La vente est votée par le Conseil municipal le 25 juin 1999 en faveur de la fraternité sacerdotale Saint-Pie X qui recherchait un lieu de culte dans le département du Var. L'acte de vente est signé le 29 décembre 2000.
La restauration devant l'étendue des dommages s'étend sur plusieurs années. Elle est menée par l'entreprise SELE et le culte est enfin rétabli en 2005. La messe dominicale est célébrée à 9 heures 30 et à 18 heures 30. La fraternité administre une école du même nom à proximité.

## Architecture
Les bâtiments du couvent étaient disposés en U autour d'une cour en pente douce. L'église néogothique occupait l'aile Est du couvent. Elle est à nef unique voûtée d'ogives. Les façades sont largement évidées par des lancettes à réseau tréflé. Le portail est inscrit sous un arc en mitre, surmonté d'un gâble aux rampants moulurés et sommé d'une rosace polylobée.
Les anciens jardins laissent la place à une école maternelle dans les années 1930.

## Adresse
- Église Sainte-Philomène, 125 boulevard Grignan, quartier du Mourillon, 83000 Toulon.